# Tomoyuki Matsushita
Tomoyuki Matsushita (松下知之), né le 1er août 2005 à Utsunomiya, est un nageur japonais spécialiste des épreuves de 4 nages.

## Palmarès

### Jeux olympiques
- Jeux olympiques d'été de 2024 à Paris ( France) :
  -  Médaille d'argent du 400 m quatre nages[1]

### Championnat du monde

#### Grand bassin
- Championnats du monde de 2025 à Singapour ( Singapour) :
  -  Médaille d'argent du 400 m quatre nages

### Championnats du monde juniors
- Championnats du monde juniors de natation 2023 à Netanya ( Israël) :
  -  Médaille d'or du 400 m quatre nages